# Canalículo óseo

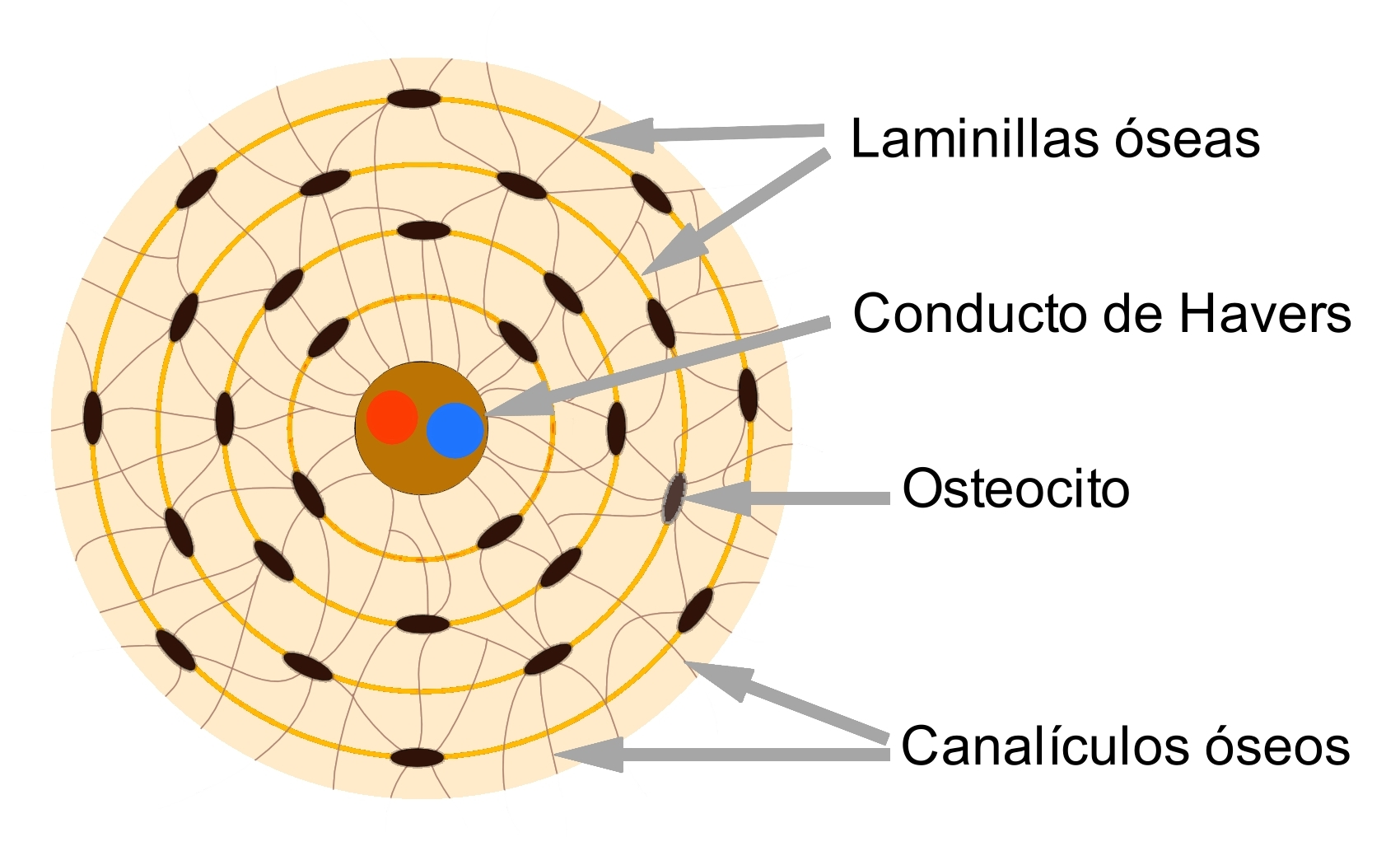
Sección de hueso compacto en la que pueden verse los canalículos óseos.

Los  canalículos  se encuentran dentro de cada unidad ósea. Corresponden a canales pequeños que contienen líquido.
Permiten la conexión entre los osteocitos interiores y el exterior.
Permiten la transferencia de calcio y nutrientes desde el interior de las células óseas y el exterior.